# Трійка (Цілком таємно)
Трійка (Three of a Kind) — 20-й епізод шостого сезону серіалу «Цілком таємно». Епізод не належить до «міфології серіалу» — це «монстр тижня». Прем'єра в мережі «Фокс» відбулася 2 травня 1999 року.
У США серія отримала рейтинг домогосподарств Нільсена рівний 10.1, який означає, що в день виходу її подивилися 16.88 мільйона глядачів.

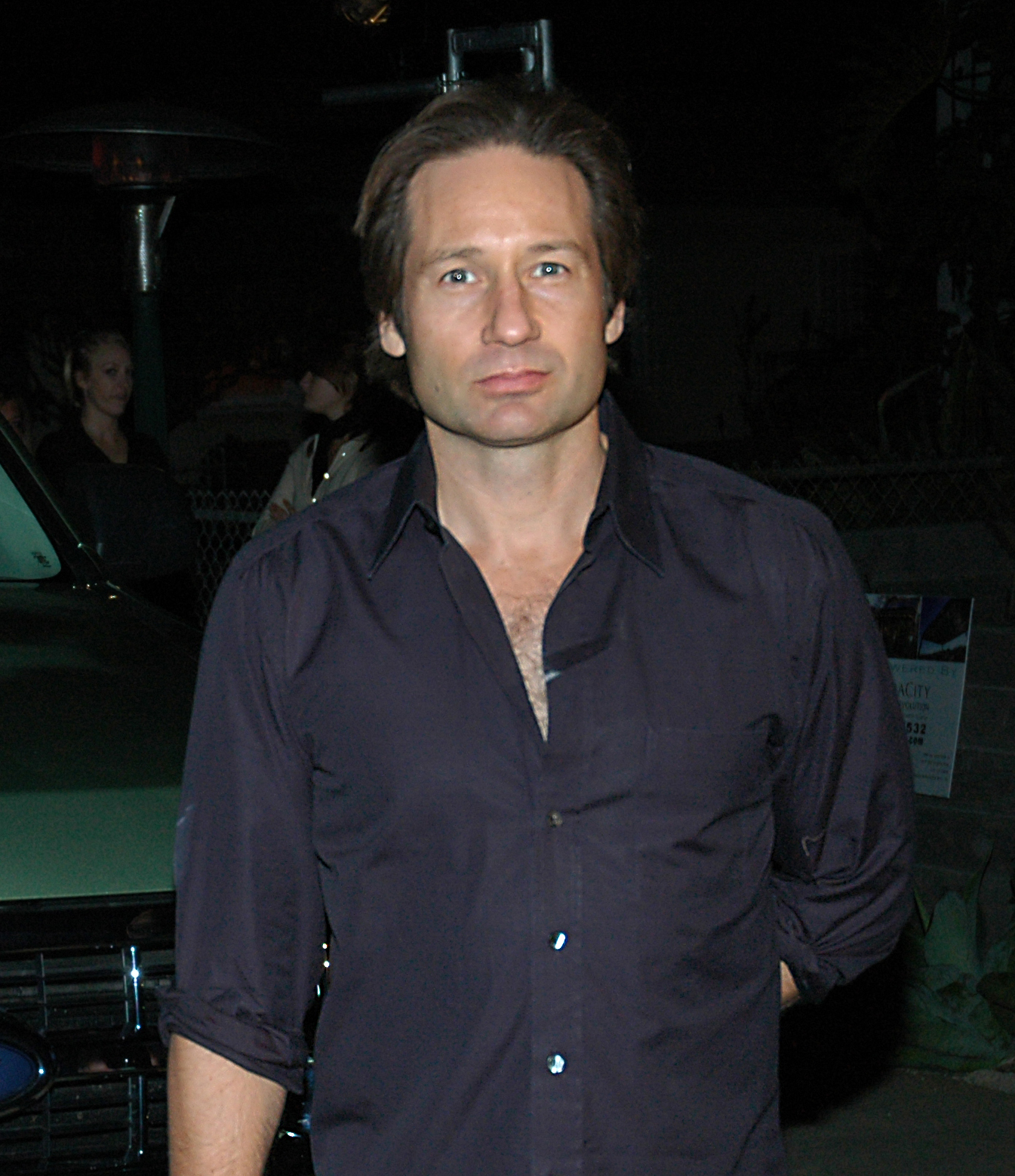

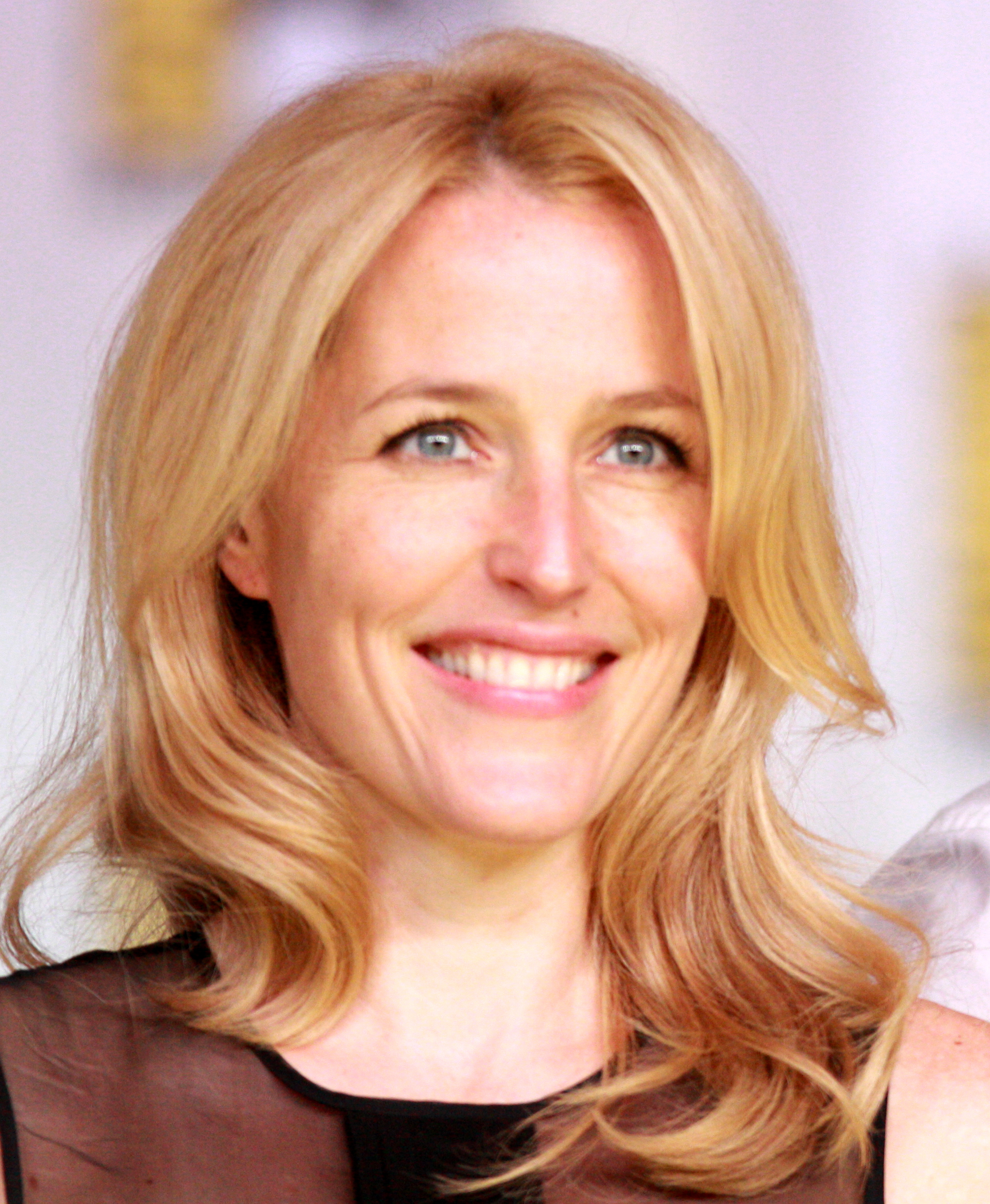

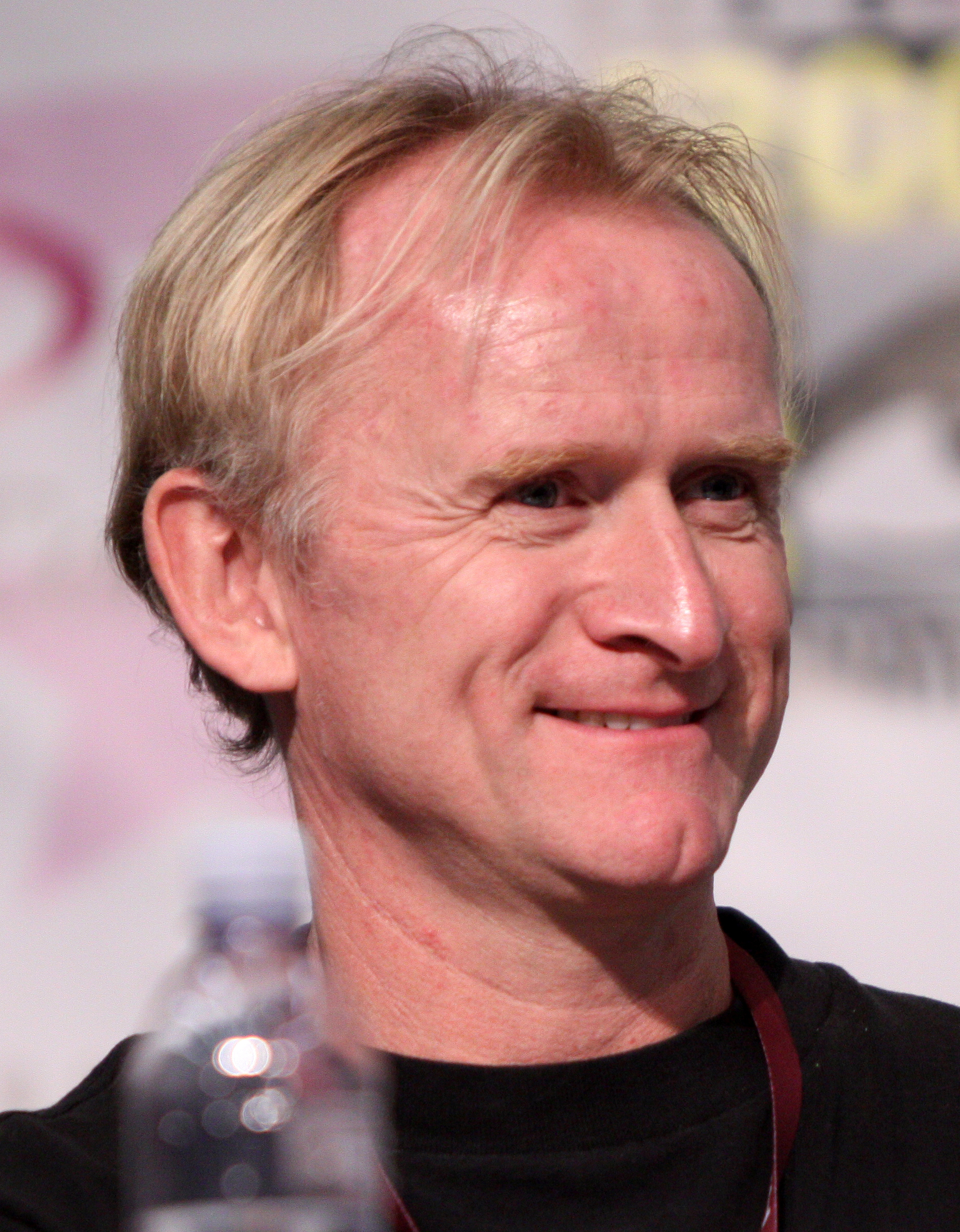

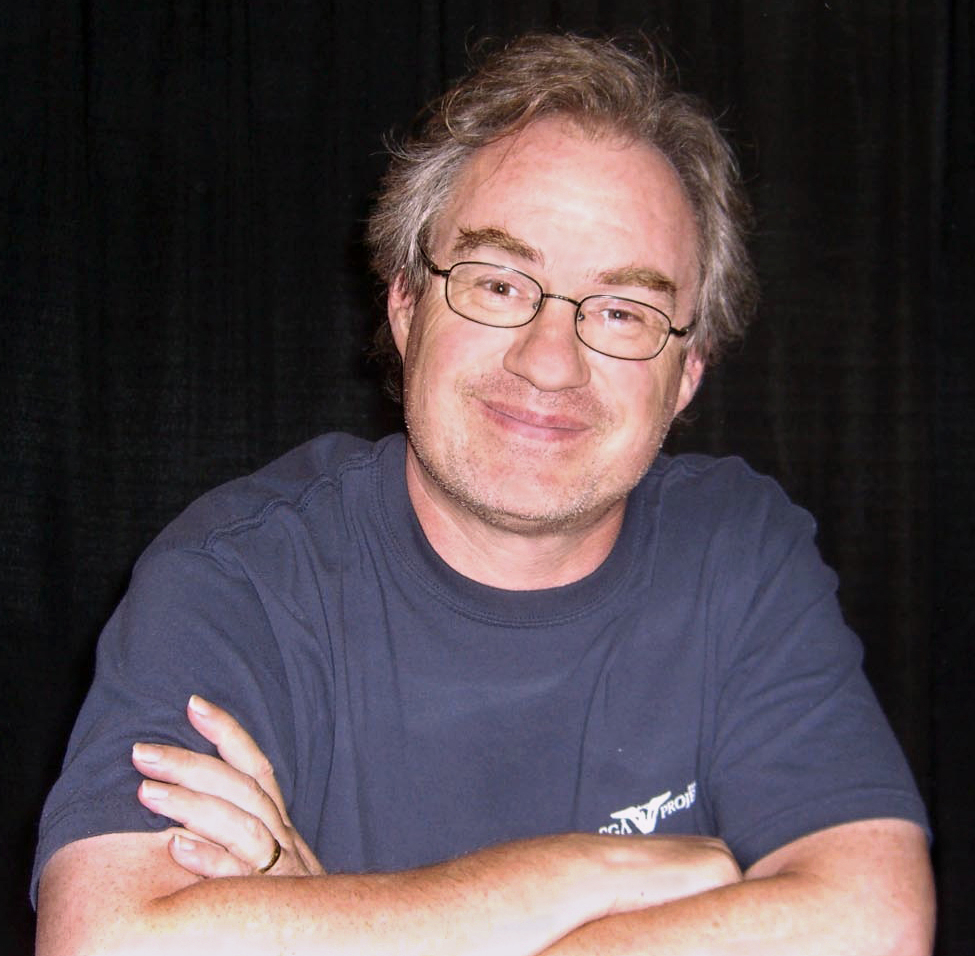

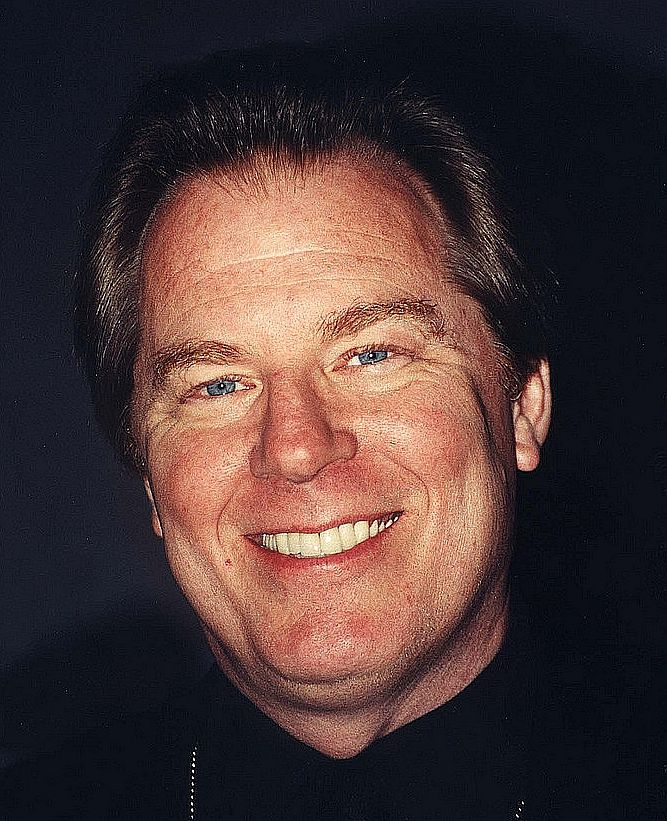

Самотні стрільці працюють на загадкову С'юзен Модескі. Обманом приєднавши Скаллі до своїх планів, трійка незабаром дізнається, що наречений С'юзен планує використовувати свій новий препарат, промивання та мізки для політичних убивств.

## Зміст
Істина поза межами досяжного
Джон Фітцджеральд Байєрс оповідає про свій сон. Як він виховує дітей і його обнімає любляча дружина. Але в кінці сну він все втрачає — лишається тільки обручка.
Під час гри в покер з високими ставками Джона Фіцджеральда Байєрса (який представився Стюартом Фанстоном) в Лас-Вегасі викидають після викриття шахрайства щодо даних про специфічні якості бомбардувальників. Не признаючись Річарду Ленглі та Мелвіну Фрогікі, Байєрс досі приховує почуття до С'юзен Модескі, яка загадково зникла майже десять років тому. Байєрс сподівається, що він зустріне її на конгресі. І Байєрсу ввижається Модескі.
Самотні стрільці хитро обманюють Дейну Скаллі, щоб вона приїхала до Лас-Вегасу, використовуючи програму перетворення тексту на мову. Їхній друг Джиммі використовує свою спеціальну техніку для доступу до таємної кімнати засідань, де — він вважає — дізнається про нові техніки вбивства, які застосовуються урядом. Байєрс знову бачить Молескі — і вважаючи що у нього гарячка — пхає голову у відро з льодом. Джиммі виявляють та вводять таємничий наркотик, який змушує його стрибнути під автобус. Тим часом Байєрс виявляє, що С'юзен жива і здорова, але, здавалося б, стала таємним урядовим агентом. Він вважає — С'юзен обробили.
Скаллі робить розтин Джиммі, їй асистує Ленглі. Коли Ленглі відлучається через непереборну нудоту на Дейну нападає агент, який вводить щось у неї, викликаючи дезорієнтацію і вона падає. Після конфронтації з Байєрсом, С'юзен повідомляє, що вона робить вигляд, що змінила сторону, аби разом зі своїм нареченим Грантом Еллісом могла сповільнити прогрес у шкідливих ініціативах уряду.
Тіммі, друг покійного Джиммі, просить Ленглі відвідати гру «Dungeons & Dragons» на честь померлого. Однак гра полягає в тому, щоб вколоти Ленглі препаратом, який ефективно контролює розум суб'єкта, подібно до випадків Скаллі та Джиммі. Фрогікі виявляє надзвичайно кокетливу Скаллі біля бару з великим скупченням чоловіків навколо неї, включаючи Морріса Флетчера. Він повертає її трійці, де С'юзен розпізнає дію наркотику, який вона визначає як «аноетичний гістамін».
С'юзен протидіє впливу одурманюючої речовини на Скаллі, коли Ленглі повертається. Ленглі доповідає Тіммі наступного ранку і отримує його вказівки: увійти у кімнату засідань, використовуючи наданий пропуск, і вистрілити тричі в С'юзен Модескі. Скаллі намагається увійти в зал засідань, але на вулиці її зупиняє охорона. Ленглі витягує пістолет і під час перерви тричі стріляє в С'юзен Модескі. Скаллі заходить із охоронцем і змушує його викликати швидку допомогу. Байєрс і Фрогікі приїжджають як медбрати екстреної медичної допомоги і забирають її на носилках. З'ясувалося, що С'юзен зрозуміла — Ленглі отримав ін'єкцію, і протидіяла дії препарату на нього. Разом Скаллі, С'юзен та Самотній стрілець влаштували складну хитрість, щоб дозволити Модескі врятуватися. На жаль, обман не вдається, оскільки Тіммі Ландау не відчуває «смак крові» в залі де підстрелили С'юзен.
Грант Елліс залучає до С'юзен Модескі Скаллі, щоб вона могла поговорити з ним про те, чому він дав препарат уряду. Вона розлючена, бо могла бути вбита, якби не перевірила Ленглі напередодні ввечері. Елліс зізнається, що він її зрадив лише тому, що уряд загрожував його власному життю. Приїжджає Тіммі, стріляє по Гранту Еллісу і відвозить С'юзен до Самотніх стрільців.
Тіммі готується збити Ленглі та Фрогікі, але Байєрс вводить препарат для контролю розуму. Коли препарат захоплює його, Самотні стрільці успішно навіюють, щоб він здався поліції. Байєрс пояснює С'юзен Модескі, що вона «померла» і має нову особистість. Вона просить Байєрса піти з нею, щоб розпочати нове життя. Але Джон пояснює, що він повинен продовжувати боротьбу. Модескі цілує його на прощання і передає обручку, призначену для Гранта Елліса.

## Зйомки
«Трійка» була знята як своєрідне продовження епізоду п'ятого сезону «Незвичні підозрювані», завершуючи побічну сюжетну історію за участю Самотніх стрільців та С'юзен Модескі — жінки, яка призвела до створення Стрільців. На момент зйомок серії Девід Духовни не міг зніматися, оскільки він готував свій режисерський дебют «Неприродний». В епізоді звучить лише голос Девіда Духовни — під час сцени, в якій Самотні стрільці синтезують його голос в електронному вигляді, щоб переконати Скаллі поїхати до Лас-Вегасу. Щоб компенсувати відсутність Духовни, Вінс Гілліган та Джон Шибан вирішили написати епізод за мотивами фільму «Самотні стрільці». Сценаристи хотіли повернути кілька персонажів та невирішені сюжетні лінії, головним чином зникнення С'юзен Модескі, яка востаннє з'являлася у п'ятому сезоні — серія «Незвичні підозрювані».
Гілліган пояснив: «Я багато думав про те, що сталося із С'юзен Модескі — що сталося з нею після того, як вона поїхала на тій загадковій машині в закінченні „Незвичних підозрюваних“». Гілліган і Шибан незабаром сконструювали змову, яка оберталася навколо Самотніх стрільців в Лас-Вегасі: «Лас-Вегас просто здався справді хорошим місцем для початку розповіді про цих хлопців», за словами Гіллігана. Він пояснив: «Перш за все, тому, що ідея їхнього старту через казино цілком забавна. Але інша річ полягає в тому, що Лас-Вегас є певним чином найбільш спостережуваним містом у світі». Весь підсюжет з участю С'юзен Модескі викликав незначні помилки тяглості сюжетної лінії, які повинні були переписані заднім числом. Брюс Гарвуд, який грав Байєрса, спочатку носив обручку, коли він вперше зображав персонажа, зазначив: «Я носив свою обручку протягом першої частини серії, тому уявляв собі подружнє життя Байєрса». Під час зйомок серії «Незвичні підозрювані» — епізоду, в якому Байєрс значною мірою відчував би романтичний зв'язок із С'юзен — Гарвуд зняв своє обручку, зробивши висновок, що в 1989 році, коли епізод відбувався, Байєрс ще не був одруженим. Однак в серії «Трійка», який відбувається у 1999 році, Байєрс ще раз романтично звертається до С'юзен. Гарвуд пояснив: «А потім [продюсери] повернули героя С'юзен Модескі ще в шостому сезоні, і це мало бути сьогодні. Тож мені довелося переробити свою минулу історію. Я вирішив, що Байєрс розлучився».
Незважаючи на занепокоєння з приводу перевищення бюджету, «Фокс» дозволив виробничій групі «Цілком таємно» знімати на місцевості в Лас-Вегасі, роблячи місто одним з небагатьох, які ефективно «зіграли себе» у серіалі. Однак на Лас-Вегас було відведено лише два дні, і більшість епізодів було знято в Каліфорнії у готелях «Century Plaza» та «Park Hyatt». Насправді, самій Джилліан Андерсон не доводилося залишати Лос-Анджелес в часі зйомок. Менеджер локації Ілт Джонс зазначив, що бажання знімальної групи «Цілком таємно» знімати на місцевості у різних готелях Лас-Вегаса викликало війну торгів: «Ми потрапили до цього списку з сорока чи п'ятдесяти готелів, які, як відомо, підходять для фільмів. Спочатку реакція була досить теплою, потім раптом хтось зрозумів, що це „Цілком таємно“, бо Небеса бачать, я не можу сказати, скільки мільйонів […], тоді розгорілася ця величезна війна торгів». Врешті-решт для зйомок було обрано курорт і казино Монте-Карло. Готель дав дозвіл знімальній групі «Цілком таємно» на зйомку в будь-якому місці готелю протягом денних годин, а також повний доступ до освітленої дошки повідомлень готелю в обмін на спеціальну оплату в кредитах, що позначено «Допомога у виробництві» та включення кадрів із назвою готелю в епізоді.

## Показ і відгуки
Вперше «Трійка» вийшла в ефір у США 2 травня 1999 року. Епізод отримав рейтинг Нільсена 8,2 із часткою 12, що означає — приблизно 8,2 % всіх домогосподарств, обладнаних телевізором, і 12 % домогосподарств, які дивляться телевізор, були налаштовані на епізод. Його переглянули 12,94 мільйона глядачів. Епізод був показаний у Великій Британії і Ірландії на «Sky One» 4 липня 1999 року та отримав 0,87 мільйона глядачів. Він був другим найбільш переглядуваним епізодом тижня.
Епізод отримав здебільшого неоднозначні відгуки критиків, при цьому багато хто зазначав, що «Трійка» була зупинкою в розвитку серіалу. Роберт Шірман і Ларс Пірсон у книзі «Хочемо вірити: критичний путівник по Цілком таємно, Мілленіуму та Самотніх стрільцях» оцінили «Трійку» 2.5 зірками з п'яти, назвавши епізод «симпатичним й добродушним, і цілком зайвим; сорок п'ять хвилин проходить досить приємно, але згодом вам буде важко їх згадати». Пола Вітаріс з «Cinefantastique» надала епізоду помірно позитивний відгук і нагородила його 2.5 зірками з чотирьох. Вітаріс зазначила, що епізод зробив «адекватну роботу, але в цілому це епізод із заповнення, більше замінників, ніж реального».
Том Кессеніч у книзі «Експертиза: Несанкціонований погляд на сезони 6–9 Цілком таємно» писав, що «„Трійка“ взяла передмову [Самотніх стрільців] і побігла з нею, запропонувавши квазі-розважальні зусилля, які потурають параної [трійки], виганяють Малдера з поля зору і пропонують дуже кокетливу Дейну Скаллі. Це все було мило і нешкідливо. Начебто самі Самотні стрільці». Зак Гендлен з «The A.V. Club» відзначив епізод оцінкою «B +» і назвав його «другою частиною історії, яка насправді не потрібна», але також зазначив: «розслабтеся, давайте просто тусуватися і мати якусь веселу атмосферу епізоду дуже, дуже легкого для перегляду». Крім того, він високо оцінив сцену, де Скаллі вводять психотропні речовини, назвавши її «веселою і славною придумкою».

## Знімалися
| Актор             | Роль                     |
| ----------------- | ------------------------ |
| Девід Духовни     | Фокс Малдер              |
| Джилліан Андерсон | Дейна Скаллі             |
| Том Брейдвуд      | Мелвін Фрогікі           |
| Дін Гаглунд       | Річард Ленглі            |
| Брюс Гарвуд       | Джон Фітцджеральд Байєрс |
| Сігні Коулмен     | С'юзен Модескі           |
| Чарльз Рокет      | Грант Елліс              |
| Джон Біллінгслі   | Тімі                     |
| Джим Файф         | Джиммі                   |
| Річард Зобель     | Ал                       |
| Майкл Маккін      | Моріс Флетчер            |
| Філ Абрамс        | молодий Фріц             |